# Batalla de Marj al-Suffar
La batalla de Marj al-Suffar o de Shaqhab tomó lugar entre el 20 y 22 de abril de 1303 entre las fuerzas del Sultanato mameluco de Egipto y del Ilkanato del Imperio mongol y el Reino armenio de Cilicia cerca de Kiswe, Siria. La batalla terminó en un gran desastre para los mongoles, dando por finalizado el intento de Ghazan de conquistar definitivamente Siria. Tras esta batalla los mongoles no volvieron a lanzar nuevas invasiones contra Siria.